# Vacquières
Vacquières (okzitanisch: Vaquièiras) ist eine französische Gemeinde mit 757 Einwohnern (Stand 1. Januar 2022) im Département Hérault in der Region Okzitanien; sie gehört zum Arrondissement Lodève und zum Kanton Lodève. Die Einwohner heißen Vacquiérois.

## Geographie
Die Gemeinde grenzt im Norden an Corconne und Brouzet-lès-Quissac, im Osten an Carnas, im Süden an Saint-Bauzille-de-Montmel und Fontanès und im Westen an Sauteyrargues.

## Bevölkerungsentwicklung
| Bevölkerungsentwicklung | Bevölkerungsentwicklung | Bevölkerungsentwicklung | Bevölkerungsentwicklung | Bevölkerungsentwicklung | Bevölkerungsentwicklung | Bevölkerungsentwicklung | Bevölkerungsentwicklung | Bevölkerungsentwicklung |
| ----------------------- | ----------------------- | ----------------------- | ----------------------- | ----------------------- | ----------------------- | ----------------------- | ----------------------- | ----------------------- |
| Jahr                    | 1968                    | 1975                    | 1982                    | 1990                    | 1999                    | 2006                    | 2017                    |                         |
| Einwohner               | 181                     | 174                     | 191                     | 231                     | 291                     | 390                     | 651                     |                         |

## Sehenswürdigkeiten

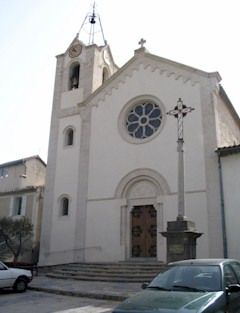
Kirche

- Kirche aus dem 12. Jahrhundert